# Kabinett Džombić
Mit dem Namen Kabinett Džombić wurde die zwischen dem 29. Dezember 2010 und 27. Februar 2013 bestehende Regierung der Republika Srpska bezeichnet, die in der 8. Legislaturperiode der Nationalversammlung der Republika Srpska gewählt wurde. Die Zusammensetzung des neu gebildeten Kabinetts unter Vorsitz der Premierminister Aleksandar Džombić, bestand aus Mitglieder der Parteien von Savez nezavisnih socijaldemokrata (SNSD), Socijalistička partija (SP), Demokratski narodni savez (DNS), Hrvatska demokratska zajednica Bosne i Hercegovine (HDZ BiH) und einem Parteilosen Minister. Es war das 13. Kabinett der Republika Srpska.

## Liste der Minister
| Amt oder Ressort                        | Name                                    | Partei | Partei    |
| --------------------------------------- | --------------------------------------- | ------ | --------- |
| Premierminister                         | Aleksandar Džombić                      |        | SNSD      |
| Arbeit und Veteranen                    | Petar Đokić                             |        | SP        |
| Bildung und Kultur                      | Anton Kasipović                         |        | HDZ BiH   |
| Familie, Jugend und Sport               | Nada Tešanović                          |        | SNSD      |
| Finanzen                                | Zoran Tegeltija                         |        | SNSD      |
| Flüchtlinge und Vertriebene             | Davor Čordaš                            |        | HDZ BiH   |
| Gesundheit und Soziales                 | Ranko Škrbić                            |        | SNSD      |
| Handel und Tourismus                    | Gorana Zlatković bis 5. September 2012  |        | SNSD      |
| Handel und Tourismus                    | Bakir Ajanović seit 7. September 2012   |        | SNSD      |
| Industrie, Energie und Bergbau          | Željko Kovačević                        |        | SNSD      |
| Inneres                                 | Stanislav Čađo                          |        | SNSD      |
| Justiz                                  | Džerard Selman bis 5. September 2013    |        | SNSD      |
| Justiz                                  | Gorana Zlatković seit 5. September 2013 |        | SNSD      |
| Land-, Forst- und Wasserwirtschaft      | Miroslav Milovanović                    |        | SNSD      |
| Raumplanung, Bauwesen und Ökologie      | Srebrenka Golić                         |        | SNSD      |
| Verkehr und Kommunikation               | Nedeljko Čubrilović                     |        | DNS       |
| Verwaltung und lokale Selbstverwaltung  | Lejla Rešić                             |        | DNS       |
| Wirtschaft und regionale Zusammenarbeit | Željka Cvijanović                       |        | SNSD      |
| Wissenschaft und Technologie            | Jasmin Komić                            |        | Parteilos |